# Prisco de Panio
Prisco de Panio ( /ˈprɪskəs/; en griego: Πρίσκος; 410–420 d. C. – después de 472 d. C.) fue un diplomático del Imperio romano de Oriente y un historiador y retórico griego bizantino del siglo V.
Prisco escribió una influyente Historia del Imperio romano tardío que fue profundamente influyente en la historiografía bizantina. Su obra se preserva solo por medio de extractos y resúmenes encontrados en la obra de autores posteriores como Jornandes, Constantino Porfirogéneta, o en la Suda.Pese a ello, Prisco es la fuente primaria más importante en lo relativo a los hunos y, en particular, a Atila, al que conoció personalmente en una embajada. Gracias a él las relaciones diplomáticas entre los hunos y el Imperio Romano son mucho mejor conocidas que los enfrentamientos militares entre Roma y Atila.

## Biografía
Prisco nació en Panion (ubicada en Tracia, en la costa norte del mar de Mármara) entre 410 y 420 d. C. Se desconocen los datos biográficos de su infancia y educación, pero en 448-449 d. C., acompañó a Maximino, jefe de la embajada bizantina que representaba al emperador Teodosio II (r. 402–450), en una misión diplomática a la corte de Atila el Huno. Allí conoció y conversó con un griego comerciante, vestido al estilo "escita" (o huno), que había sido capturado ocho años antes (c. 441–442) cuando la ciudad de Viminacium (ubicada en el Danubio, al este de la actual Belgrado) fue saqueada por los hunos. El comerciante explicó a Prisco que, tras el saqueo de Viminacium, había sido esclavo de Onegesio, un noble huno, pero que obtuvo su libertad y decidió establecerse entre los hunos. Prisco finalmente debatió con el griego desertor sobre las cualidades de vida y la justicia tanto en el Imperio bizantino como en los reinos bárbaros.
Tras una estancia en Roma, Prisco viajó a Alejandría y a la Tebaida en Egipto. Su última aparición conocida ocurrió hacia 456 d. C., cuando estaba vinculado al equipo de Euphemios como magister officiorum del emperador Marciano (r. 450–457).Murió después del año 472 d. C.

### Historia de Bizancio
Prisco fue el autor de una obra histórica de ocho volúmenes, escrita en griego y habitualmente conocida como Historia de Bizancio (griego: Ἱστορία Βυζαντιακή), aunque probablemente este no fuera el título original. La Historia probablemente cubría el período desde la ascensión de Atila el Huno hasta la ascensión del emperador Zenón (r. 474–475), o desde 433 hasta 474 d. C. La obra de Prisco sobrevive actualmente en fragmentos y fue muy influyente en el Imperio bizantino. Su Historia fue utilizada en los Excerpta de Legationibus del emperador Constantino VII (r. 913–959), así como por autores como Evagrio Escolástico, Casiodoro, Jordanes y el autor de la Souda. El estilo de escritura de Prisco es directo, y su trabajo se considera un testimonio contemporáneo fiable sobre Atila el Huno, su corte y la recepción de los embajadores romanos. Se le considera un historiador "clasicista" en el sentido de que su obra, aunque escrita en la era cristiana, es casi completamente secular y emplea un estilo y léxico que forman parte de una tradición historiográfica que se remonta al siglo V a. C.

### Relato de Prisco sobre una cena con Atila el Huno
Prisco narró la historia de una cena con Atila el Huno que tuvo lugar en una de las numerosas casas de Atila. Según se decía, esta casa era mayor que las demás, destinada a celebraciones, y estaba construida con madera decorativa pulida, sin atención especial a la defensa. La cena se celebró a las tres de la tarde; Prisco llegó con regalos para la esposa de Atila, llamada Kreka, quien tenía tres hijos. Prisco y la embajada romana de Oriente fueron ubicados en el extremo de la mesa más alejado de Atila, como un gesto de superioridad sobre los invitados romanos y para resaltar que los hunos eran más importantes. Tras recibir té de los coperos, como dictaba la tradición, rezaron y bebieron antes de tomar asiento. Los asientos estaban dispuestos paralelos a las paredes; Atila ocupaba el sofá central. A la derecha de Atila se sentaban sus jefes honrados, y a la izquierda, todos los demás, incluidos Prisco y los romanos. Luego de brindar con vino, los asistentes recibieron carne en bandejas de plata y oro, seguidas de pan y otros alimentos. Atila, sin embargo, usaba un vaso y un plato de madera, y vestía un atuendo sencillo, a diferencia de sus generales. Por la noche, se encendieron antorchas y se cantaron canciones sobre las victorias de Atila.

### Prisco en la ficción
Prisco es un personaje importante en Esclavo de los hunos de Géza Gárdonyi. Se le describe como un maestro bondadoso y erudito, y parte de la novela se basa en su relato de su visita a Atila.
No debe confundirse con Prisco de Epiro, quien vivió en el siglo IV y es uno de los principales interlocutores en la novela Juliano de Gore Vidal.

## Ediciones de sus obras
Los trabajos de Prisco se han publicado actualmente en cuatro colecciones: 
- Given, John (2014). The Fragmentary History of Priscus. Merchantville, New Jersey: Evolution Publishing. ISBN 978-1-935228-14-1.
- Blockley, Roger C. (2009). The Fragmentary Classicising Historians of the Later Roman Empire II. Cambridge, United Kingdom: Francis Cairns. ISBN 978-0-905205-51-9.
- Gordon, Colin Douglas (1966). The Age of Attila: Fifth-century Byzantium and the Barbarians. Ann Arbor, Michigan: University of Michigan Press. ISBN 9780472061112.
- Dindorfius, Ludovicus (1870). Historici Graeci Minores (Volume 1). Leipzig, Germany: B. G. Teubneri.